# Castlevania: Dracula X
Castlevania: Dracula X é um jogo de plataforma da série Castlevania desenvolvido e publicado pela Konami, lançado para Super Nintendo no Japão em 21 de julho de 1995, na América do Norte em setembro de 1995, e na Europa em 22 de fevereiro de 1996. É uma conversão de Castlevania: Rondo of Blood, que foi previamente lançado para PC Engine em 1993, inicialmente lançado exclusivamente no Japão.[carece de fontes?] É o último jogo da série Castlevania a ser lançado para o SNES.

## Jogabilidade
Apesar de compartilhar o enredo de Rondo of Blood e muitos dos mesmos gráficos, ele apresenta fases redesenhadas, duas de quatro rotas alternativas removidas, um estilo visual diferente, e outras alterações, como Maria sendo agora um personagem não jogável.

## Enredo
O jogo se passa na Transilvânia medieval. Centenas de anos após o lendário herói Simon Belmont derrotar o maléfico Conde Dracula e o aprisionar para, o que deveria ter sido, a eternidade. As pessoas já haviam esquecido o horror dos mortos-vivos, o que permitiu alguns indivíduos depravados restaurar o Príncipe das Trevas à sua forma antiga; dormindo em seu caixão durante o dia e caçando vítimas desafortunadas e indefesas à noite.
Agora, Dracula planeja se vingar de seu antigo inimigo através de seus descendentes, aprisionando Annette, a namorada de Richter Belmont, bisneto de Simon, e sua irmã Maria, em seu castelo escuro e sombrio.
Ao descobrir isso, Richter pega o chicote sagrado de seus ancestrais, o Vampire Killer, passado por anos de pai para filho, e parte em direção ao castelo de Dracula para resgatar Annette e Maria, e selar o maléfico Conde de uma vez por todas.

## Desenvolvimento
Dracula X foi dirigido por Kouki Yamashita, com Akihiro Minakata liderando a programação, composição sonora feita por Tomoya Tomita, Masanari Iwata, Harumi Ueko, e Masahiko Kimura, e com Akihiro Yamada fazendo arte gráfica.[carece de fontes?]
Foi lançado no Japão em 21 de julho de 1995, na América do Norte em setembro de 1995, na Europa em 22 de fevereiro de 1996.
Posteriormente, foi relançado através do Virtual Console do Wii U no Japão em 23 de abril de 2014, na América do Norte em 2 de outubro de 2014, e nas regiões PAL em 13 de novembro de 2014. Também recebeu uma versão de Virtual Console para New Nintendo 3DS, lançado na América do Norte em 29 de dezembro de 2016, e na Europa e Austrália em 26 de janeiro de 2017.[carece de fontes?]

## Recepção
Castlevania: Dracula X recebeu avaliações mistas, com a maioria dos críticos afirmando que era uma conversão inferior ao título original. A Famicom Tsūshin o avaliou com 24/40. A Electronic Gaming Monthly o avaliou com 6.75/10, afirmando que é um bom jogo em seus próprios termos, mas que não está a altura dos seus anteriores. A GamePro criticou que o design das fases desencoraja a re-exploração das mesmas, que os chefes não são desafiadores o suficiente, e que os gráficos e jogabilidade são primitivos: "não há fases de knockout com Mode 7, não há salas rotatórias (como em Castlevania IV). Seu personagem é muito pequeno. O motor parece ter saído de uma versão 8-bits..." Um crítico da Next Generation reclamou que ele retém os gráficos e controles até então desatualizados do título para PC Engine, e que ele não seria interessante nem mesmo para os maiores fãs de Castlevania, resumindo-o como "essencialmente oito fases de ação side-scroller... sem nenhuma ideia original ou interessante."
Em contraste, a retrospectiva da IGN sobre a série se referiu a ele como "ainda um dos melhores jogos tradicionais de Castlevania", e que ele "se mantém" em termos de gráficos, incluindo uma palheta de cores mais claras, e gráficos Mode 7, mas que sofreu com uma inteligência artificial fraca e design ruim das fases. Ele recebeu nota agregada de 73.75% do GameRankings, baseado em quatro avaliações.